# セウーロ
セウーロ（イタリア語: Seulo）は、イタリア共和国サルデーニャ州南サルデーニャ県にある、人口約800人の基礎自治体（コムーネ）。

## 地理

### 位置・広がり

#### 隣接コムーネ
隣接するコムーネは以下の通り。括弧内のNUはヌーオロ県所属を示す。
- アリッツォ (NU)
- アルツァナ (NU)
- ガドーニ (NU)
- サーダリ
- セウーイ
- ヴィッラノーヴァ・トゥーロ